# Metacnemis valida
Metacnemis valida är en trollsländeart som först beskrevs av Hagen in Selys 1863.  Metacnemis valida ingår i släktet Metacnemis och familjen flodflicksländor. IUCN kategoriserar arten globalt som starkt hotad. Inga underarter finns listade i Catalogue of Life.